# أنطونيو مارتينز
أنطونيو مارتينز (27 يوليو 1913 بلشبونة في البرتغال - ) هو لاعب كرة قدم برتغالي في مركز حراسة المرمى. شارك مع منتخب البرتغال لكرة القدم. أما مع النوادي، فقد لعب مع سبورتينغ لشبونة ونادي بنفيكا.

## وصلات خارجية
- أنطونيو مارتينز على موقع قاعدة بيانات كرة القدم.إي يو (الإنجليزية)